# Сексуальное насилие
Сексуа́льное наси́лие (также сексуализированное насилие) — любое принудительное сексуальное действие или использование сексуальности другого человека. Сексуальное насилие происходит во всём мире, хотя в большинстве стран по этой проблеме проводится недостаточно исследований. Скрытый характер сексуального насилия затрудняет оценку масштаба явления.
По исследованиям, проведённым в ЮАР и Танзании, приблизительно каждая четвёртая женщина подвергается сексуальному насилию со стороны интимного партнёра и около трети девочек-подростков сообщают, что их первый сексуальный опыт был связан с принуждением.
Сексуальное насилие имеет серьёзные последствия для физического и психического здоровья. Оно не только вызывает физические травмы, но и увеличивает риск проблем с сексуальным и репродуктивным здоровьем, имеющих как немедленные, так и отдалённые последствия. Его влияние на психическое здоровье может быть не менее серьёзным и продолжительным, чем физические последствия. Сексуальное насилие может приводить к смерти в результате самоубийства, заражения ВИЧ-инфекцией или убийства, причём последнее может быть совершено во время сексуального нападения или позже, в форме убийства чести. Сексуальное насилие также может сильно влиять на социальное благополучие пострадавших, если они подвергаются стигматизации и остракизму, в частности, со стороны своих родственников и близких.
Насильственный сексуальный акт может приносить насильнику сексуальное удовлетворение, хотя его основная цель, как правило, состоит в утверждении власти и контроля над жертвой. Часто люди, принуждающие к сексу партнёров, с которыми они состоят в браке, считают свои действия допустимыми на этом основании. Изнасилование женщин и мужчин часто используется во время войны как форма атаки на противника, символизирующая покорение и унижение представляющих его женщин и мужчин. Оно может также использоваться для наказания людей за нарушение социальных или моральных норм, например, за супружескую измену или нахождение в общественном месте в состоянии опьянения. Женщины и мужчины также подвергаются изнасилованиям, находясь под стражей или в тюремном заключении.

## Определение
Всемирная Организация Здравоохранения определяет сексуальное насилие как «любой сексуальный акт или попытку его совершить; нежелательные сексуальные замечания или заигрывания; любые действия против сексуальности человека с использованием принуждения, совершаемые любым человеком независимо от его взаимоотношений с жертвой, в любом месте, включая дом и работу, но не ограничиваясь ими».
Принуждение может осуществляться не только при помощи физической силы, но также и психологического давления, запугивания, шантажа, угроз физической расправой, увольнением с работы или отказом дать работу, которую хотят получить. Насилие может также происходить, когда человек, принуждаемый к сексу, не может дать на это своего согласия, например если он пьян, находится под действием наркотика, заснул или психически не способен оценить ситуацию.

## Виды
К сексуальному насилию относятся:
- изнасилование и попытка изнасилования;
- любые другие сексуальные действия с человеком, который не даёт на них согласия или не в состоянии отказать насильнику или оказать ему сопротивление[11].

## Статистика
По данным ЮНИСЕФ на 2024 год, каждая пятая женщина и каждый седьмой мужчина пережили сексуальное насилие в детстве.
По данным систематичных исследований, проводимых в США с 1973 года (National Crime Victimization Survey), жертвами сексуального насилия становится порядка 600 женщин ежедневно (включая тех, кто не обращался в суды и полицию).
По данным замначальника управления уголовного розыска ГУМВД Москвы, ~75 % изнасилований совершают приезжие не московского региона; в основном из Таджикистана, Узбекистана (~90 %).

## Последствия
Сексуальное насилие может иметь серьёзные последствия для физического и психического здоровья. К физическим последствиям относятся травмы, нежелательные беременности и заболевания, передающиеся половым путём. Исследования также выявляют долгосрочные физические последствия сексуального насилия, например хроническую тазовую боль, предменструальный синдром, нарушения работы желудочно-кишечного тракта, гинекологические заболевания, осложнения беременности, мигрени и другие хронические головные боли, боли в спине, лицевые боли, инвалидность, приводящую к потере трудоспособности.
К непосредственным психологическим последствиям сексуального насилия относятся шок, отрицание, страх, дезориентация, тревожность, нервозность, замыкание в себе, недоверие к людям, а также краткосрочные симптомы посттравматического стрессового расстройства: неэмоциональность, нарушения сна, флешбеки. К хроническим психологическим последствиям относятся депрессия, самоубийство или попытки самоубийства, отчуждённость, долговременные симптомы ПТСР.
Пережившие сексуальнное насилие могут проявлять склонность к некоторым особенностям поведения в отношении здоровья, таким как рискованное сексуальное поведение, курение, употребление алкоголя или наркотиков, расстройства пищевого поведения. Некоторые исследователи считают, что эти черты поведения являются не только последствиями сексуального насилия, но и факторами, увеличивающими уязвимость пережившего насилие для повторной виктимизации в будущем.

## Помощь пострадавшим
Психологический прогноз динамики состояния пострадавшей или пострадавшего во многом зависит от поддержки со стороны близких и специалистов (юристов, врачей и т. д.). В случае, если окружающие действуют исходя из мифов и стереотипов о сексуальном насилии, они могут нанести пострадавшей или пострадавшему повторную психологическую травму. Специалисты рекомендуют близким пострадавших избегать осуждения и любых форм давления.
В различных городах России действуют кризисные центры, где пострадавшие от сексуального насилия могут получить психологическую и юридическую помощь.

## Термин
Некоторые правозащитники считают, что следует использовать понятие «сексуализированное насилие», так как слово «сексуальный» вызывает приятные ассоциации, хотя речь идёт о насилии.